# Nepenthes burkei
Nepenthes burkei is een vleesetende bekerplant uit de familie Nepenthaceae. De soort is endemisch op bet eiland Mindoro in de Filipijnen, waar hij groeit op een hoogte van 1100 tot 2000 meter boven zeeniveau.
Nepenthes burkei is vernoemd naar de Britse botanicus David Burke. Hij is nauw verwant aan N. sibuyanensis en N. ventricosa.
Er worden twee variëteiten onderscheiden, namelijk Nepenthes burkei var. excellens en Nepenthes burkei var. prolifica. In het wild komen kruisingen voor met N. alata.
... · 
N. alata · 
N. albomarginata · 
N. ampullaria · 
N. argentii · 
N. aristolochioides · 
N. attenboroughii · 
N. bicalcarata · 
N. bokorensis · 
N. bongso · 
N. boschiana · 
N. burkei · 
N. campanulata · 
N. chaniana · 
N. danseri · 
N. deaniana · 
N. densiflora · 
N. diatas · 
N. distillatoria · 
N. edwardsiana · 
N. ephippiata · 
N. gracilis · 
N. gymnamphora · 
N. hirsuta · 
N. inermis · 
N. insignis · 
N. jamban · 
N. khasiana · 
N. lamii · 
N. leyte · 
N. lingulata · 
N. lowii · 
N. macfarlanei · 
N. macrophylla · 
N. madagascariensis · 
N. masoalensis · 
N. maxima · 
N. mirabilis · 
N. monticola · 
N. northiana · 
N. ovata · 
N. peltata · 
N. pervillei · 
N. pitopangii · 
N. rafflesiana · 
N. rajah ·
N. rhombicaulis · 
N. rosea ·
N. sanguinea · 
N. sibuyanensis · 
N. spathulata · 
N. tenax · 
N. tenuis · 
N. veitchii ·
N. ventricosa ·
N. vieillardii ·
N. villosa · 
...